# Prix Maxime-Raymond
Le prix Maxime-Raymond est une distinction québécoise, créée par la fondation Lionel-Groulx ; il est décerné à l'auteur de la meilleure biographie historique publiée en français au cours des trois années précédant sa remise ; il est d'un montant de 1500 dollars. Les membres du jury sont des universitaires.
Le prix est nommé en l'honneur de l'avocat et homme politique canadien Maxime Raymond.

## Lauréats
- 1986 : Hélène Pelletier-Baillargeon, Marie Gérin-Lajoie : de mère en fille, la cause des femmes, Montréal, Éditions du Boréal, 1985[2].
- 1990 : Réal Belanger, Wilfrid Laurier. Quand la politique devient passion, Québec, Presses de l'Université Laval, 1986  (ISBN 2-7637-7081-9)[3].
- 1992 : Colette Beauchamp, Judith Jasmin, de feu et de flamme, Montréal, Éditions du Boréal, 1992[2].
- 1996 : Yvan Lamonde, Louis-Antoine Dessaulles. Un seigneur libéral et anticlérical, Montréal, Fides, 1994  (ISBN 978-2-7621-1736-3)[4].
- 1999 : François Ricard, Gabrielle Roy. Une vie, Montréal, Éditions du Boréal, 1999[2].
- 2002 : Louis-Philippe Hébert, catalogue d'exposition (Musée du Québec, 7 juin - 3 septembre 2001 ; Musée des beaux-arts du Canada, 12 octobre 2001 - 6 janvier 2002) ; sous la direction de Daniel Drouin[1].
- 2005 : Louise Bail-Milot, Maryvonne Kendergi : la musique en partage, Montréal, Hurtubise HMH, 2002[5].
- 2008 : Allan Greer, Catherine Tekakwitha et les jésuites : la rencontre de deux mondes, Montréal, Éditions du Boréal, 2007  (ISBN 978-2-7646-0495-3)[2] ; traduction de Mohawk Saint : Catherine Tekakwitha and the Jesuits, New York, Oxford University Press, 2005.